# When Satan Lives
When Satan Lives è un album live della band statunitense di death metal Deicide. Esso è stato registrato nel 1998 durante un concerto tenutosi alla House of Blues di Chicago.

## Tracce
1. When Satan Rules His World – 3:14
2. Blame It on God – 2:59
3. Bastard of Christ – 2:58
4. They Are the Children of the Underworld – 3:09
5. Serpents of the Light – 3:08
6. Dead But Dreaming – 3:27
7. Slave to the Cross – 3:28
8. Lunatic of God's Creation – 2:52
9. Oblivious to Evil – 2:50
10. Once Upon the Cross – 3:05
11. Believe the Lie – 2:54
12. Trick or Betrayed – 2:24
13. Behind the Light Thou Shall Rise – 3:03
14. Deicide – 4:16
15. Father Baker's – 3:37
16. Dead by Dawn – 4:09
17. Sacrificial Suicide – 3:49

## Formazione
- Glen Benton - voce, basso
- Brian Hoffman - chitarra
- Eric Hoffman - chitarra
- Steve Asheim - batteria